# Honda CBX 550F
La Honda CBX 550F, chiamata anche 
CBX550 o CBX 550 Four, è una motocicletta prodotta dalla casa motociclistica giapponese Honda dal 1982 al 1986.

## Profilo e contesto
La moto monta un motore a quattro cilindri in linea dalla cilindrata effettiva di 572,5 cm³, sebbene il modello sia stato designato come "550".
Honda per equipaggiare la CBX550 ha sviluppato un motore completamente nuovo, per poter competere nel settore delle moto di media cilindrata, con distribuzione a due alberi a camme in testa che azionano tramite bilancieri le sedici valvole (quattro per cilindro), con regolatori a vite per il gioco valvole.
Il motore raffreddato ad aria è dotato di un radiatore dell'olio e un sistema di scarico caratteristico, il primo per Honda, con quattro tubi incrociati davanti al motore che collegano i cilindri uno e quattro e un'altra coppia separata di tubi che collegano i cilindri due e tre. I carburatori sono di un nuova tipologia, che utilizza degli specifici passaggi interni del carburante che arricchiscono la miscela per gli avviamenti a freddo, con una particolare progettazione dei tratti di ingresso per ottenere un flusso di gas regolare.
La moto inoltre adotta tre freni a disco ventilati, i cui dischi stessi che sono montati all'interno di un involucro simile ad un "tamburo". La sospensione anteriore è costituita da una forcella telescopica ad olio, mentre la sospensione posteriore è del tipo "Pro-Link" di Honda. L'accensione è a transistor e l'impianto elettrico a 12 volt.